# 讓愛無所不在
〈讓愛無所不在〉是1997年三立衛星電視台（三立衛視）發表的台歌，何厚華作詞，許卿燿作曲，三立衛視全體主持人及大旗唱片全體歌手合唱。1997年大旗唱片三週年紀念音樂專輯《讓愛無所不在：三十而立精選大碟》（發行卡式錄音帶、音樂CD與VHS錄影帶版）收錄的第一首歌即是此歌，總長度4分44秒。

〈讓愛無所不在〉MV播出版及伴唱帶版最末比較圖

此歌的音樂錄影帶（MV），以當時三立衛視黃藍紅三色「三」字標誌為主體，讓三立衛視總部大廳櫃台、主控室、衛星轉播車（三立頻道時期使用的三菱扶桑大型轉播車）等硬體設備入鏡。MV分為三立衛視三大頻道（三立綜藝台、三立都會台、三立台灣台）播出版與大旗唱片伴唱帶版：三立衛視三大頻道播出版，最後會在畫面中央橫排顯示「三立衛視甲咱逗陣行」九字與各頻道標誌（由左至右：三立綜藝台藍底標誌、三立都會台黑底標誌、三立台灣台紅底標誌）；大旗唱片伴唱帶版，會在畫面下方橫排顯示內嵌卡拉OK歌詞，最後會在畫面左下角橫排顯示大旗唱片黃藍紅三色「D」字標誌與著作權標示「大旗製作股份有限公司 ©1997」，其他內容完全相同。三立台灣台總監兼政論節目《八點大小聲》主持人魚夫在MV中不唱歌，只有與三立綜藝台總監澎恰恰同台。
1997年3月22日，三立綜藝台播出《21世紀新人歌唱排行榜 校園組》參賽者吳蒂君（吳申梅）衛冕20關畢業，主持人澎恰恰、馬維欣與全體參賽者於收播前合唱此歌，江慶霖指揮三立大樂隊伴奏。1997年10月，三立綜藝台播出《21世紀新人歌唱排行榜 兒童組200集特別節目》，主持人澎恰恰、馬維欣與全體來賓於收播前合唱此歌，詹緒純編曲，江慶霖指揮三立大樂隊伴奏。

## 演唱名單

### 獨唱（按照登場順序排列）
- 澎恰恰（時任三立綜藝台總監）
- 馬維欣、李祖寧
- 余天
- 徐乃麟
- 陽帆
- 南台灣小姑娘（王秀琪、高瑞屏、陳雅珍、蕭玉芬、尤姿涵）
- 孫協志
- 林菁茹（林子娟）、戴梅君
- 蘇霈（蘇愛倫）
- 鄭進一
- 孫淑媚
- 方婉真（方宥心）、鍾旎菱

### 和聲
- 高怡平
- 歐陽龍（時任三立都會台總監）
- 方順吉
- 郭昱晴
- 郭子乾
- 小亮哥

## 後續
2004年7月，喬傑立娛樂旗下藝人演唱、柯呈雄作詞、Aaron Phillips與Eric Johnson作曲的歌曲〈因為愛〉，原本是為新加坡國慶日量身打造的歌曲，但是歌詞意境符合愛、希望與和平，也成為三立電視的台歌，並收錄於5566首張精選輯《C'est Si Bon 最棒冠軍精選》。